# Kirklees Stadium
Kirklees Stadium è un impianto sportivo multifunzione di Huddersfield, città del Regno Unito nella contea inglese del West Yorkshire.
Prende il nome dal distretto metropolitano di Kirklees, di cui Huddersfield è capoluogo, e fu inaugurato nel 1994.
Esso ospita regolarmente gare di calcio e di rugby a 13, delle cui Coppe del Mondo 1995, 2000 e 2013 fu una delle sedi, e diverse occasioni ha ospitato anche incontri di rugby a 15, in particolare durante le qualificazioni e la successiva fase a gironi della Coppa del Mondo 1999.
Originariamente ribattezzato Alfred McAlpine Stadium, assunse in seguito la denominazione di Galpharm Stadium e, più recentemente, di John Smith's Stadium.
Capace di circa 25000 spettatori, è l'impianto interno del club calcistico dell'Huddersfield Town e di rugby a 13 dell'Huddersfield Giants, i due soggetti privati che condividono la proprietà dello stadio insieme al consiglio distrettuale di Kirklees.

## Storia
I lavori del nuovo stadio, stante l'obsolescenza di Leeds Road, il vecchio impianto dell'Huddersfield Town, iniziarono nel 1993 su progetto dello studio d'architettura HOK (oggi Popolous) e l'ingegneria di Anthony Hunt; fabbricante e committente unico della struttura fu la ditta di costruzioni Alfred McAlpine.
La società che costruì lo stadio, Kirklees Stadium Development Ltd, era una compagnia formatasi per tale scopo, posseduta al 40% ciascuno dall'Huddersfield Town e dal consiglio distrettuale di Kirklees e per il rimanente 20% dall'Huddersfield Giants.
Tranne alcune variazioni dovute ai vari passaggi di proprietà dei due club costituenti la società, la proporzione di quote azionarie è sempre rimasta la stessa: uniche eccezioni, il periodo tra il 2003 e il 2013, quando le quote di proprietà fluttuarono tra altri soggetti facenti parte della galassia industriale dei proprietari dei club azionisti.
Lo stadio, benché incompleto, fu inaugurato all'inizio della stagione di seconda divisione 1994-95, il 20 agosto 1994 in occasione della prima giornata di campionato che l'Huddersfield aveva in calendario contro il Wycombe.
Un anno più tardi, sebbene ancora non terminato, l'impianto ricevette dal RIBA (Royal Institute of British Architects) il riconoscimento di «uno tra i migliori stadi che il Paese possa mettere in mostra».
Il primo nome dello stadio di Kirklees fu Alfred McAlpine Stadium o McAlpine Stadium dal nome della ditta costruttrice.

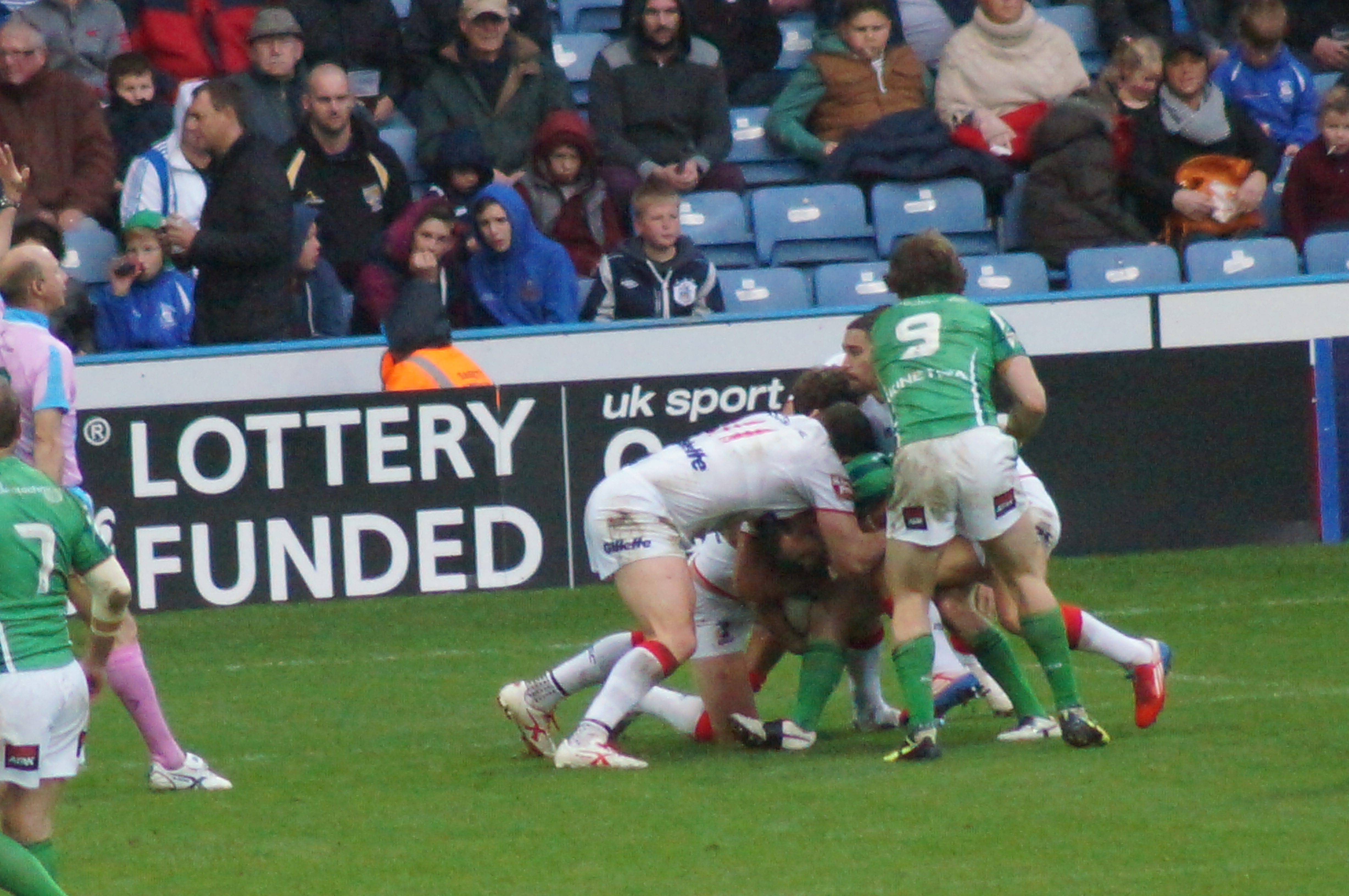
Una fase di — alla Coppa del Mondo a XIII 2013

Ancora nel 1995, per celebrare il centenario della nascita del rugby a 13, che nel 1895 prese una strada autonoma proprio in una riunione di dissidenti a Huddersfield, il nuovo stadio fu designato per ospitare sia le manifestazioni celebrative della disciplina che gare della Coppa del Mondo di quell'anno.
Per quanto riguarda il rugby a 15, invece, in occasione della Coppa del Mondo 1999 organizzata dal Galles, l'Inghilterra fornì sostegno logistico con alcuni stadi: in particolare quello di Huddersfield fu usato sia per ospitare il girone finale di qualificazione a ottobre 1998 tra Inghilterra, Italia e Paesi Bassi, sia una gara della fase a gironi della competizione, in cui la Nuova Zelanda batté 101-3 l'Italia.
Nel 2000 fu, di nuovo, sede della Coppa del Mondo a XIII della quale ospitò la gara di semifinale in cui l'Australia batté 46-22 il Galles.
Nel 2004 lo stadio assunse il nome commerciale di Galpharm Stadium dopo accordo con la farmaceutica Galpharm International; tale accordo durò fino al 2012 quando i proprietari della struttura conclusero un accordo commerciale con John Smith's, birreria del gruppo Heineken; tale accordo fu rinnovato nel 2016 fino a tutto il 2021.
Nel 2013 ospitò per la terza volta gare della Coppa del Mondo a XIII: nella fase a gironi vide di scena l'Inghilterra battere 42-0 l'Irlanda
Nella stagione 2017-18 Kirklees divenne uno stadio da Premier League con la promozione in massima divisione dell'Huddersfield Town dopo 45 anni dall'ultima apparizione, quando l'impianto interno era ancora Leeds Road; la permanenza in massima serie durò due stagioni.
Lo stadio ha ospitato anche eventi musicali di vari artisti e gruppi.
Tra i più rilevanti si cita, a titolo esemplificativo, il primo concerto ivi tenutovi, quello dei R.E.M. durante il loro tour Monster, con circa 80000 spettatori in due serate nell'estate del 1995.

## Incontri internazionali di rilievo

### Rugby a 13
| Arbitro: | Russell Smith |

|                                           |      |                       |
| Menzies (2) Brasher Coyne Fittler T. Hill | mt   | Barnett K. Iro T. Iro |
| A. Johns (3)                              | c.p. | Ridge (4)             |

| Arbitro: | Russell Smith |

|                                                                 |      |                          |
| Fittler (2) Lockyer (2) Fletcher Gower Kennedy Kimmorley Sailor | mt   | Briers Tassell I. Watson |
| Lockyer (4) Girdler                                             | tr   | I. Harris (4)            |
|                                                                 | drop | Briers (2)               |

| Arbitro: | Thierry Alibert |

|                                              |    |  |
| R. Hall (3) Briscoe (2) Chase Ferres Watkins | mt |  |
| Sinfield (4) Widdop                          | tr |  |

### Rugby a 15
| Arbitro: | Didier Mené |

|                            |      |                              |
| Luger 43’ W. Greenwood 78’ | mt   |                              |
| Grayson 43’, 78’           | tr   |                              |
| Grayson 7’, 11’, 31’       | c.p. | 26’, 35’, 47’, 70’ Domínguez |
|                            | drop | 62’ Domínguez                |

| Arbitro: | Jim Fleming |

| |      |              |
| Wilson 6’, 34’, 51’ T. Brown 21’ Mika 29’ Lomu 33’, 57’ Osborne 37’, 80’ Randell 54’ Gibson 68’ Robertson 73’ Cullen 74’ Hammett 77’ | mt   |              |
| T. Brown 6’, 21’, 29’, 33’, 34’, 37’, 51’, 54’, 73’, 74’, 80’                                                                        | tr   |              |
| T. Brown 4’, 15’, 40’ | c.p. | 9’ Domínguez |